# Euchariusz z Trewiru
Euchariusz z Trewiru, niem. Eucharius von Trier, również Eucheriusz (zm. ok. 270) – pierwszy biskup Trewiru (niem. Trier), święty Kościoła katolickiego.
O jego życiu niewiele wiadomo. Żył i działał prawdopodobnie w III wieku, bowiem założenie diecezji trewirskiej datowane jest na drugą połowę III wieku. Biskupem miasta został ok. 250 roku w czasach Decjusza (zm. 251).
Z V wieku zachował się jego napis grobowy, jak i św. Waleriusza, drugiego biskupa Trewiru. Sarkofag świętych znajduje się obecnie w benedyktyńskim klasztorze św. Macieja w Trewirze (niem. Benediktinerabtei St. Matthias in Trier).
W Limburgu święto trzech pierwszych biskupów Trewiru: Euchariusza, Waleriusza i Maternusa obchodzone jest 11 września.
Wspomnienie liturgiczne św. Euchariusza w Kościele katolickim obchodzone jest 8 lub 9 grudnia (na obszarze niemieckojęzycznym).
Jest patronem miasta, zwanym "opiekunem miasta Trier przed epidemią dżumy".
Jego atrybutami są: smok, diabeł lub "pies z piekła rodem".